# Angela Lansbury

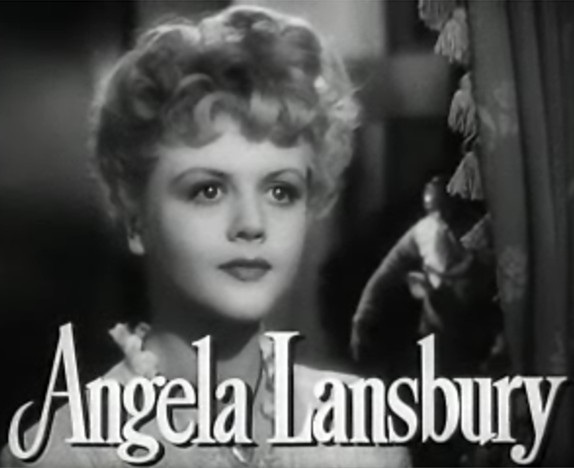

Angela Lansbury CBE (n. 16 octombrie 1925, Metropolitan Borough of St Pancras⁠(d), Anglia, Regatul Unit – d. 11 octombrie 2022, Los Angeles, California, SUA) a fost o actriță engleză de teatru, televiziune și film. A avut o carieră de opt decenii, mare parte din ea dezvoltându-se în Statele Unite, dar munca sa a fost recunoscută și pe plan internațional. De-a lungul vieții, ea a primit un premiu Oscar de onoare, 3 nominalizări la Oscar, 18 nominalizări la Emmy, 1 nominalizare la Grammy, 6 premii Globul de Aur și 5 premii Tony, plus premiul Tony pentru întreaga viață în 2022.

## Biografie și carieră
Lansbury s-a născut într-o familie din clasa de mijloc superioară din centrul Londrei, fiica actriței irlandeze Moyna Macgill și a politicianului englez Edgar Lansbury. Pentru a scăpa de Blitz, bombardamente din cel de-al doile război mondial,  s-a mutat în Statele Unite în 1940 unde a studiat actoria în New York. În 1942 a mers la Hollywood unde a semnat cu MGM și a obținut primele sale roluri în film, în Gaslight (1944), National Velvet (1944) și The Picture of Dorian Gray (1945),  filme care i-au adus două nominalizări la premiile Oscar și un premiu Globul de Aur. Lansbury a apărut în alte unsprezece filme MGM, majoritatea în roluri minore, iar după încheierea contractului ei în 1952, a început să-și completeze activitatea cinematografică cu apariții în teatru. Rolul din filmul The Manchurian Candidate (1962) i-a adus apreciere pe scară largă și a treia nominalizare la Oscar. Trecând în teatrul muzical, Lansbury a jucat rolul principal în musicalul de pe Broadway Mame (1966), rol care i-a adus primul premiu Tony.
În mijlocul dificultăților din viața ei personală, Lansbury s-a mutat din California în County Cork, Irlanda în 1970, și a continuat să joace pe scenă sau în filme de-a lungul acelui deceniu. Activitatea ei a inclus roluri principale în musicalurile de scenă Gypsy, Sweeney Todd și The King and I, precum și în filmul  Disney Bedknobs and Broomsticks (1971). În 1984 a început să joace pentru televiziune și a cunoscut faima mondială ca scriitoare și detectiva Jessica Fletcher în serialul american de televiziune Murder, She Wrote, care a rulat timp de douăsprezece sezoane până în 1996, devenind unul dintre cele mai longevive și mai populare seriale de drame polițiste din istoria televiziunii. Prin Corymore Productions, o companie pe care a deținut-o împreună cu soțul ei Peter Shaw, Lansbury și-a asumat proprietatea serialului și a fost producătorul executiv al acestuia pentru ultimele patru sezoane.
Lansbury a contribuit la filme de animație precum Frumoasa și Bestia, Disney (1991) și Anastasia (1997). A făcut turnee într-o varietate de producții internaționale și a continuat să  aibă apariții ocazionale în filme, cum ar fi Nanny McPhee (2005) și Mary Poppins Returns (2018).
Lansbury a primit un premiu onorific al Academiei, un premiu pentru întreaga carieră de la BAFTA, un premiu Tony pentru realizări pe viață și alte cinci premii Tony, șase Globuri de Aur și un premiu Olivier. De asemenea, a fost nominalizată la numeroase alte premii din industrie, inclusiv Premiul Oscar pentru cea mai bună actriță în rol secundar în trei ocazii, de 18 ori pentru diverse premii Primetime Emmy și pentru un premiu Grammy. În 2014, Lansbury a fost numită Doamnă Comandant al Ordinului Imperiului Britanic Dame de către Regina Elisabeta a II- a. Ea a  fost subiectul pentru trei biografii.

## Filmografie
- 1947 Bel Ami, regizat de Albert Lewin
- 1955 Bufonul regelui (The Court Jester), regia Melvin Frank și Norman Panama
- 1958 Lunga vară fierbinte (The Long, Hot Summer), regia Martin Ritt
- 1978 Moarte pe Nil (Death on the Nile), regia John Guillermin
- 1980 Oglinda spartă (The Mirror Crack'd), regia Guy Hamilton
- 1982 Ultimul inorog (The Last Unicorn), voce
- 1984 – 1996 Verdict crimă (difuzat în premieră din 1984 în 1996 pe rețeaua CBS)